# Ryan O'Neal
Ryan O'Neal, pseudonimo di Charles Patrick Ryan O'Neal (Los Angeles, 20 aprile 1941 – Santa Monica, 8 dicembre 2023), è stato un attore statunitense, candidato all'Oscar al miglior attore nel 1971 e vincitore del David di Donatello per il miglior attore straniero nel 1972.

## Biografia e carriera
Nato a Los Angeles, in California, figlio di Charles O'Neal, scrittore e sceneggiatore statunitense di origini irlandesi (il nonno Charles Samuel O'Neal) e inglesi (la nonna Elizabeth Maude Belton), e di Patricia Ruth (nata O'Callaghan), un'attrice statunitense di origini per metà irlandesi (da parte del padre Richard Edward O'Callaghan) e per metà ebraiche ashkenazite (da parte della madre Mathilde Pius). O'Neal si fece conoscere al grande pubblico recitando nella soap opera Peyton Place (dal 1964 al 1969) nella parte di Rodney Harrington, accanto a Mia Farrow.
Ottenne la fama mondiale grazie all'interpretazione di Oliver Barrett IV nel film Love Story (1970), che interpretò con Ali MacGraw e che gli valse la candidatura all'Oscar al miglior attore nel 1971 e il David di Donatello come miglior attore straniero, oltre alla candidatura al Golden Globe. Il film ottenne un grande successo e quello di Oliver Barrett fu uno dei ruoli più memorabili di O'Neal.
Fu sposato con l'attrice Joanna Moore dal 1963 al 1967, dalla quale ebbe due figli, gli attori Griffin e Tatum O'Neal. Dopo il divorzio a causa di una relazione tempestosa (Joanna perse la custodia dei due figli per i suoi problemi di alcolismo e droga), contrasse un nuovo matrimonio con Leigh Taylor-Young, da cui ebbe il terzogenito Patrick, divenuto cronista sportivo. Nel 1973 interpretò il film Paper Moon - Luna di carta con la sua primogenita Tatum O'Neal, la quale grazie a questa parte ottenne l'Oscar ancora giovanissima. Nel 1975 venne scelto da Stanley Kubrick come protagonista del film Barry Lyndon. Fu anche preso in considerazione per le parti di Rocky Balboa in Rocky (1976) e di Michael Corleone in  Il padrino (1972).
Sul finire degli anni settanta conobbe Farrah Fawcett, star della serie di telefilm Charlie's Angels, che diventò (eccetto una separazione dal 1997 al 2001) la compagna della sua vita fino alla morte di lei, nel 2009. Insieme recitarono in diversi film tra cui Sacrificio d'amore (1989) e la serie TV Good Sports (1991), ed ebbero un figlio, Redmond, nato nel 1985. Il 17 settembre 2008 O'Neal è stato arrestato, insieme al figlio, nella sua abitazione di Malibù, in California, per possesso di stupefacenti. Nonostante la turbolenta vita privata, ha continuato l'attività di attore: nel 2006 è entrato a far parte del cast della serie televisiva statunitense Bones, nel ruolo del padre della protagonista Temperance Brennan. Ha inoltre preso parte ad alcuni episodi del telefilm 90210 (2010).

### Malattia e morte
Nel 2001 gli fu diagnosticata la leucemia mieloide cronica. Nell'aprile 2012, O'Neal ha dichiarato che gli era stato diagnosticato un cancro alla prostata.
Affetto anche da cardiomiopatia che nel 2023 degenerò in insufficienza cardiaca, O'Neal venne ricoverato al Saint John's Health Center di Santa Monica, dove morì la mattina dell'8 dicembre 2023, all'età di 82 anni.

## Filmografia

### Cinema
- Il ranch della violenza (This Rugged Land), regia di Arthur Hiller (1962)
- Io sono perversa (The Big Bounce), regia di Alex March (1969)
- I formidabili (The Games), regia di Michael Winner (1970)
- Love Story, regia di Arthur Hiller (1970)
- Uomini selvaggi (Wild Rovers), regia di Blake Edwards (1971)
- Ma papà ti manda sola? (What's Up, Doc?), regia di Peter Bogdanovich (1972)
- Il ladro che venne a pranzo (The Thief Who Came to Dinner), regia di Bud Yorkin (1973)
- Paper Moon - Luna di Carta (Paper Moon), regia di Peter Bogdanovich (1973)
- Barry Lyndon, regia di Stanley Kubrick (1975)
- Vecchia America (Nickelodeon), regia di Peter Bogdanovich (1976)
- Quell'ultimo ponte (A Bridge Too Far), regia di Richard Attenborough (1977)
- Driver l'imprendibile (The Driver), regia di Walter Hill (1978)
- Oliver's Story, regia di John Korty (1978)
- Ma che sei tutta matta? (The Main Event), regia di Howard Zieff (1979)
- Jeans dagli occhi rosa (So Fine), regia di Andrew Bergman (1981)
- Green Ice, regia di Ernest Day (1981)
- Lui è mio (Partners), regia di James Burrows (1982)
- Vertenza inconciliabile (Irreconcilable Differences), regia di Charles Shyer (1984)
- Febbre di gioco (Fever Pitch), regia di Richard Brooks (1985)
- I duri non ballano (Tough Guys Don't Dance), regia di Norman Mailer (1987)
- Uno strano caso (Chances Are), regia di Emile Ardolino (1989)
- Infedeli per sempre (Faithful), regia di Paul Mazursky (1996)
- Hacks, regia di Gary Rosen (1997)
- Hollywood brucia (An Alan Smithee Film: Burn Hollywood Burn), regia di Alan Smithee (1997)
- Zero Effect, regia di Jake Kasdan (1998)
- Coming Soon, regia di Colette Burson (1999)
- Gentleman B., regia di Jordan Alan (2000)
- The List, regia di Sylvain Guy (2000)
- Epoch, regia di Matt Codd (2001)
- People I Know, regia di Daniel Algrant (2002)
- Malibu's Most Wanted - Rapimento a Malibu (Malibu's Most Wanted), regia di John Whitesell (2003)
- Waste Land, regia di Rebecca Chaney (2007)
- Knight of Cups, regia di Terrence Malick (2015)

### Televisione
- General Electric Theater – serie TV, episodio 9x09 (1960)
- Gli intoccabili (The Untouchables) – serie TV, episodio 2x02 (1960)
- Io e i miei tre figli (My Three Sons) – serie TV, episodio 2x33 (1962)
- Il virginiano (The Virginian) – serie TV, episodio 2x06 (1963)
- Perry Mason – serie TV, episodio 7x17 (1964)
- Carovane verso il West (Wagon Train) – serie TV, episodio 8x09 (1964)
- Peyton Place – soap opera, 501 puntate (1964-1969)
- Sacrificio d'amore (Small Sacrifices), regia di David Greene – film TV (1989)
- Good Sports – serie TV, 15 episodi (1991)
- Miss Match – serie TV, 18 episodi (2003)
- Desperate Housewives – serie TV, episodio 1x13 (2006)
- Bones – serie TV, 24 episodi (2006-2017)
- 90210 – serie TV, 3 episodi (2010)

## Premi e riconoscimenti
- Premio Oscar
  - Candidatura - Miglior attore protagonista, Love Story (1971)
- Golden Globe
  - Candidatura - Miglior attore in un film drammatico, Love Story (1971)
  - Candidatura - Miglior attore in un film commedia o musicale, Paper Moon - Luna di carta (1974)
- David di Donatello
  - Vinto - Miglior attore straniero, Love Story (1971)

## Doppiatori italiani
Nelle versioni in italiano delle opere in cui ha recitato, Ryan O'Neal è stato doppiato da:
- Cesare Barbetti in Io sono perversa, Driver l'imprendibile, L'evaso e la signora, Ma che sei tutta matta?, Sacrificio d'amore, Infedeli per sempre
- Massimo Turci in Uomini selvaggi, Ma papà ti manda sola?, Paper Moon - Luna di carta, Quell'ultimo ponte
- Gino La Monica in Hollywood brucia, People I Know, Desperate Housewives, 90210
- Manlio De Angelis in Vecchia America, Uno strano caso
- Claudio Sorrentino in Love Story
- Giancarlo Giannini in Barry Lyndon
- Pino Colizzi in Ghiaccio verde
- Gianni Giuliano in Miss Match
- Lucio Saccone in Bones